# Hospital dels Pobres (Tremp)
L'Hospital dels Pobres és un edifici del municipi de Tremp (Pallars Jussà) protegit com a bé cultural d'interès local. És un edifici situat al centre del nucli urbà de Tremp, en una cantonada entre el carrer del Forn i la Plaça del Forn.

## Descripció
Es tracta d'una edificació renaixentista amb reminiscències gòtiques, de planta baixa i pis, i coberta de pavelló de teula àrab. És una construcció de pedra i morter, però amb una composició de carreus diferenciada entre les façanes. La façana principal, que dona al carrer del Forn, compta amb uns carreus més grans i és la que dona accés a l'edifici. El portal, centrat en la façana, és un arc de mig punt adovellat. Del seu interior destaca la capella amb volta de creueria.
L'edifici presenta moltes modificacions, algunes intervencions de consolidació, modificant la fesomia de la façana i de l'edifici, havent modificat les crugies de la coberta per l'eliminació de les golfes. La darrera restauració de l'edifici es va realitzar amb motiu de la instal·lació de les dependències del Jutjat de Primera Instància de Tremp.

## Història
En el 1521, Jaume Fiella fundà l'Hospital dels Pobres. Va costejar les obres i es va encarregar del seu manteniment. L'hospital, a més de donar una assistència, també complia una funció benèfica. Els usos de l'Hospital han anat canviant amb el pas dels segles, convertint-se en presó del partit Judicial, magatzem municipal, i finalment albergant els Jutjats de Primera Instància